# Episodi di Baywatch (prima stagione)
La prima stagione del telefilm Baywatch è andata in onda negli USA dal 23 aprile 1989 al 6 aprile 1990 sul canale NBC. In Italia è stata trasmessa dal 1º febbraio 1993 Italia 1. Il primo episodio, realizzato come film per la televisione, ha una durata di 90 minuti.
| nº | Titolo originale           | Titolo italiano             | Prima TV USA      | Prima TV Italia  | Anno produzione |
| -- | -------------------------- | --------------------------- | ----------------- | ---------------- | --------------- |
| 1  | Panic at Malibu Pier       | Panico a Malibu             | 23 aprile 1989    |                  | 1989            |
| 2  | In Deep                    | Giochi pericolosi           | 22 settembre 1989 | 1º febbraio 1993 | 1989            |
| 3  | Heat Wave                  | Alta marea                  | 29 settembre 1989 |                  | 1989            |
| 4  | Second Wave                | Un passato da dimenticare   | 13 ottobre 1989   |                  | 1989            |
| 5  | Message in a Bottle        | L'isola dei pirati          | 20 ottobre 1989   |                  | 1989            |
| 6  | The Sky is Falling         | Emergenza banconote         | 27 novembre 1989  |                  | 1989            |
| 7  | The Drowning Pool          | Delitto quasi perfetto      | 3 novembre 1989   |                  | 1989            |
| 8  | Rookie School              | Un week-end movimentato     | 10 novembre 1989  |                  | 1989            |
| 9  | Cruise Ship                | Un amore violento           | 24 novembre 1989  |                  | 1989            |
| 10 | The Cretin of the Shallows | L'assassino mascherato      | 1º dicembre 1989  |                  | 1989            |
| 11 | Shelter Me                 | L'uragano                   | 8 dicembre 1989   |                  | 1989            |
| 12 | The Reunion                | Ritrovarsi                  | 15 dicembre 1989  |                  | 1989            |
| 13 | Armored Car                | Il furgone blindato         | 5 gennaio 1990    |                  | 1989            |
| 14 | Home Cort                  | Agguato sul fondo           | 12 gennaio 1990   |                  | 1990            |
| 15 | We Need a Vacation         | Una vacanza in Messico      | 26 gennaio 1990   |                  | 1990            |
| 16 | Muddy Waters               | Acque pericolose            | 2 febbraio 1990   |                  | 1990            |
| 17 | Snake Eyes                 | Gli occhi del serpente      | 9 febbraio 1990   |                  | 1990            |
| 18 | Eclipse                    | La leggenda della luna nera | 23 febbraio 1990  |                  | 1990            |
| 19 | Shark Derby                | Caccia allo squalo          | 2 marzo 1990      |                  | 1990            |
| 20 | The Big Race               | La grande corsa             | 16 marzo 1990     |                  | 1990            |
| 21 | Old Friends                | Vecchi amici                | 30 marzo 1990     |                  | 1990            |
| 22 | The End?                   | Terremoto                   | 6 aprile 1990     |                  | 1990            |

## Panico a Malibu
- Titolo originale: Panic at Malibu Pier
- Diretto da: Richard Compton
- Storia da: Michael Berk, Douglas Schwartz e Gregory J. Bonann
- Sceneggiatura da: Michael Berk e Douglas Schwartz
- Interpreti: David Hasselhoff (Mitch Buchannon), Parker Stevenson (Craig Pomeroy), Shawn Weatherly (Jill Riley), Billy Warlock (Eddie Kramer), Erika Eleniak (Shauni McClain), Peter Phelps (Trevor Cole), Gina Hecht (Gina Pomeroy), Brandon Call (Hobie Buchannon), Monte Markham (Capitano Don Thorpe), Mädchen Amick (Laurie Harris), Wendie Malick (Gayle Buchannon), Richard Jaeckel (Al Gibson), Nancy Valen (Hallie), Michael McManus (Sid Wilson), Hope Marie Carlton (ragazza di Trevor), Branscombe Richmond (guardaspiaggia), Kimber Sisssons (amica di Shauni), Kellie Martin (Chelsea Carroll), John Sherrod (Owen), Michael Newman (Michael Newman), Gregory Barnett (Jim Barnett), Veronica Cartwright (signora Harris), Brian Austin Green (Brian)

### Trama
Mitch Buchannon è stato appena promosso al ruolo di Tenente dei guardaspiaggia per il suo senso del servizio. Il suo attaccamento al lavoro però gli è costata la relazione con Gayle dalla quale ha appena divorziato e ora sta iniziando la battaglia legale per la custodia del figlio Hobie di tredici anni. Mitch ha scelto di farsi rappresentare in tribunale dall'avvocato, nonché amico di una vita, Craig Pomeroy. Nel frattempo arrivano a Baywatch due nuove reclute, Eddie Kramer, un giovane di Philadelphia con un tormentato passato, e Shauni McClain. Shauni, una ragazza un po' ingenua. Jil Riley, una guardaspiaggia esperta si prende cura di Shauni e inizia darle le prime lezioni. Nel quartiere di Baywatch si presenta anche lo spavaldo Trevor Cole, un bagnino australiano che lavora per un club privato, che dice a Mitch di non voler essere interferito nel suo lavoro.
Craig Pomeroy è un avvocato che fa il guardaspiaggia part-time. Mentre si sta recando in spiaggia, Craig riesce a salvare una ragazza, Laurie Harris, che è scivolata dal pontile. Laurie si infatua di Craig e perciò sogna di averlo come compagno. Successivamente Laurie si accorge che Craig è sposato felicemente con Gina, una disegnatrice di New York e inizia a tormentare la coppia. Una sera Craig trova Laurie dentro alla sua torretta. La ragazza è piena di lividi e dice di essere stata violentata dal padre. Vista la situazione Craig e Gina si offrono di aiutare la ragazza. La mattina seguente Craig si reca nella villa di famiglia e trova solo la madre di Laurie. La signora Harris dice che il marito è morto anni prima e che la figlia era stata ricoverata in una struttura psichiatrica. Craig teme ora che Gina sia in pericolo. Infatti Laurie porta Gina sotto un pontile e tenta di ucciderla.
Il capitano Don Thorpe chiede a Mitch di tenere lontano dalla spiaggia l'anziano Al Gibson, ormai vicino all'età pensionabile e quasi invalido al lavoro, perché d'intralcio. A malincuore Mitch acconsente perché un tempo Al era uno dei migliori guardaspiaggia. Successivamente Al chiama Hobie per andare a pescare sull'oceano. Tragicamente la barca prende fuoco a seguito di una fuga di gas. La squadra di Baywatch si reca sul posto per i soccorsi. Al muore eroicamente salvando Hobie e altre persone. In occasione del funerale di Al, Mitch elogia pubblicamente il collega anziano.

## Giochi pericolosi
- Titolo originale: In Deep
- Diretto da: Peter H. Hunt
- Scritto da: Michael Berk e Douglas Schwartz
- Interpreti: David Hasselhoff (Mitch Buchannon), Parker Stevenson (Craig Pomeroy), Shawn Weatherly (Jill Riley), Billy Warlock (Eddie Kramer), Erika Eleniak (Shauni McClain), Peter Phelps (Trevor Cole), Holly Gagnier (Gina Pomeroy), Brandon Call (Hobie Buchannon), Monte Markham (Capitano Don Thorpe), Gregory Alan Williams (Garner Ellerbee), Michael McManus (Sid Wilson), Christopher Murphy (Scott), Lance Gilbert (Ron), Gregory Jim Barnett (Jim Barnett), Mitchell Flyer (Steve Flyer), Billy Beck (pescatore), Oliver Theess (surfista), Nigel Barber (guardaspiaggia)

### Trama
Hobie marina la scuola estiva e, senza l'assenso del padre, va a fare alcuni giretti con l'acquascooter insieme a Scott e Ron, due giovani più grandi di lui. Uno dei due, Scott è incosciente e arrogante. Mentre si divertono, i due sono coinvolti in un incidente mortale dove investono una giovane donna che stava facendo windsurfing. Testimone del fatto, Hobie è tormentato dal fatto. Successivamente viene rinvenuto il corpo della donna e Garner Ellerbee, un poliziotto che è stato appena trasferito controvoglia a Baywatch per un diverbio con il superiore, segue il caso. Nel frattempo Eddie viene svegliato da Craig in una torretta. Il giovane ammette di non aver soldi neanche per passare la notte, così Craig e Gina si offrono di dargli ospitalità nella loro bella casa. Infine Trevor continua a dar problemi ai guardaspiaggia di Baywatch, Jill ne è disgustata dal suo comportamento.

## Alta marea
- Titolo originale: Heat Wave
- Diretto da: Gus Trikonis
- Scritto da: Ernie Wallengren
- Interpreti: David Hasselhoff (Mitch Buchannon), Parker Stevenson (Craig Pomeroy), Shawn Weatherly (Jill Riley), Billy Warlock (Eddie Kramer), Erika Eleniak (Shauni McClain), Peter Phelps (Trevor Cole), Holly Gagnier (Gina Pomeroy), Brandon Call (Hobie Buchannon), Monte Markham (Capitano Don Thorpe), Gregory Alan Williams (Garner Ellerbee), Michael McManus (Sid Wilson), Jeffrey Byron (Steve Humboldt), Bart Braveman (Patrick Murphy), Matt Feemster (Mike Humboldt), Thomas Ian Nicholas (Ricky Blount), William Joyce (Dreyfuss), Linda Beatie (Amy Blount), Rance Howard (pompiere), Michelle Nicholas (Roxanne)

### Trama
Durante un'ondata di caldo che ha colpito Los Angeles, Mitch riceve la visita di Steve Humboldt, un suo vecchio amico, il quale porta con sé il figlio Mike che ha più o meno l'età di Hobie. Quando Mitch scopre che Steve non ha la custodia del figlio, si trova impegnato a recuperare Mike e un altro ragazzino intrappolati all'interno di un gabbiotto. Pressato dal suo datore di lavoro, Craig deve scegliere se continuare la sua attività di avvocato o di guardaspiaggia.

## Un passato da dimenticare
- Titolo originale: Second Wave
- Diretto da: Scott Brazil
- Scritto da: Jill Donner
- Interpreti: David Hasselhoff (Mitch Buchannon), Parker Stevenson (Craig Pomeroy), Shawn Weatherly (Jill Riley), Billy Warlock (Eddie Kramer), Erika Eleniak (Shauni McClain), Peter Phelps (Trevor Cole), Holly Gagnier (Gina Pomeroy), Brandon Call (Hobie Buchannon), Monte Markham (Capitano Don Thorpe), Gregory Alan Williams (Garner Ellerbee), Michael McManus (Sid Wilson), Daniel Quinn (Jimmy Roché), Mariska Hargitay (Lisa Peters), Terri Hanauer (Dr. Everdon), Gerald Gordon (Mr. Peters), Andrew Lowery (Koko), David Spader (BJ), Richard Miller Ellis (surfista), Perry Di Marco (infermiere), Tuhk Potter (ragazzo sullo yacht), Judith Burke (donna sullo yacht), Oliver Theess (surfista), Nigel Barber (guardaspiaggia)

### Trama
Eddie incontra casualmente in spiaggia un suo vecchio amico dei tempi di Philadelphia, Jimmy Roché, il quale è diventato un criminale. Eddie viene sospeso dal lavoro di guardaspiaggia perché è venuto alle mani con Jimmy dopo essere stato provocato. Trevor riesce a sedurre Lisa Peters, una giovane che frequenta il club, cui la famiglia appartiene all'alta società. Viene poi invitato a una festa che si tiene sul yacht del padre. Lisa si tuffa intenzionalmente in mare per venire salvata da Trevor, però questo gesto ha le sue conseguenze perché viene trasportata immediatamente in ospedale per complicazioni. Dopo questo fatto Trevor lascia il club e pensa di unirsi ai guardaspiaggia di Baywatch. Nel frattempo Mitch viene bocciato a un esame per guardaspiaggia, fatto di complicati calcoli matematici, però il Capitano Thorpe chiude un occhio.

## L'isola dei pirati
- Titolo originale: Message in a Bottle
- Diretto da: Kim Manners
- Scritto da: Terry Erwin
- Interpreti: David Hasselhoff (Mitch Buchannon), Parker Stevenson (Craig Pomeroy), Shawn Weatherly (Jill Riley), Billy Warlock (Eddie Kramer), Erika Eleniak (Shauni McClain), Peter Phelps (Trevor Cole), Holly Gagnier (Gina Pomeroy), Brandon Call (Hobie Buchannon), Monte Markham (Capitano Don Thorpe), Gregory Alan Williams (Garner Ellerbee), Michael McManus (Sid Wilson), Wendie Malick (Gayle Buchannon), John Zarchen (Rob Hedgerton), Judy Prescott (Liz), Kurt James Stefka (Rusty McNair), Zack Garrison (Douane), Jandi Swanson (Jenny Drake), Mark Dakota Robinson (Clark)

### Trama
Gayle, ormai ex-moglie di Mitch, vuole trasferirsi in Ohio per motivi di lavoro e vuole portarsi con sé il figlio Hobie. Mitch risponde che non lo consentirà e pensa di andare per vie legali. I due devono momentaneamente mettere da parte le loro differenze poiché Hobie è sparito. Si trova intrappolato, insieme a due amici, in un'isoletta frequentata da contrabbandieri.

## Emergenza banconote
- Titolo originale: The Sky is Falling
- Diretto da: Kim Manners
- Scritto da: William Rabkin e Lee Goldberg
- Interpreti: David Hasselhoff (Mitch Buchannon), Parker Stevenson (Craig Pomeroy), Shawn Weatherly (Jill Riley), Billy Warlock (Eddie Kramer), Erika Eleniak (Shauni McClain), Peter Phelps (Trevor Cole), Holly Gagnier (Gina Pomeroy), Brandon Call (Hobie Buchannon), Monte Markham (Capitano Don Thorpe), Gregory Alan Williams (Garner Ellerbee), Michael McManus (Sid Wilson), Wendie Malick (Gayle Buchannon), James Sloyan (Harv), Carol Siskind (Sylvia), Jandi Swanson (Jenny Drake), John DiSanti (Santini), Teri Fruichantie (Cindy), Ginny Wholand (bambina), Nigel Barber (guardaspiaggia)

### Trama
Un piccolo aeroplano si schianta nell'oceano vicino alla spiaggia. I due occupanti, Sylvia e Harv, si salvano e, qualche tempo dopo, cercano di recuperare la valigia piena di soldi furto di una rapina a una banca. Intanto Mitch e Gayle continuano a lottare per la custodia di Hobie. Il Capitano Thorpe, ansioso di tornare sulla spiaggia e lasciare l'ufficio, si autoassegna alla torretta presieduta da Eddie e Shauni. Una barca si scontra contro la valigia contenente la refurtiva e, dopo l'impatto, sulla riva piovono soldi. I bagnanti iniziano ad impazzire per prendersi più soldi possibile. I guardaspiaggia sono allertati dalla confusione. Hobie e Jennifer riescono a salvare una bambina. Dopo l'eroico gesto di Hobie, Gayle si convince di lasciare il ragazzino al padre.

## Delitto quasi perfetto
- Titolo originale: The Drowning Pool
- Diretto da: Mario DiLeo
- Scritto da: William A. Schwartz
- Interpreti: David Hasselhoff (Mitch Buchannon), Parker Stevenson (Craig Pomeroy), Shawn Weatherly (Jill Riley), Billy Warlock (Eddie Kramer), Erika Eleniak (Shauni McClain), Peter Phelps (Trevor Cole), Holly Gagnier (Gina Pomeroy), Brandon Call (Hobie Buchannon), Monte Markham (Capitano Don Thorpe), Gregory Alan Williams (Garner Ellerbee), Michael McManus (Sid Wilson), Christopher Rich (Derrick Benton), Jeff Altman (Fred Rachins), Ken Marshall (Chuck), Claude Earl Jones (Lloyd), Beatrice Colen (Ellie), Richard Roat (Alex Benton), Kay E. Kuter (Henry), Joanne House (Joanne Benton), Kendra Booth (adolescente), Jordan Brady (adolescente), Michael Newman (Michael Newman), Nigel Barber (guardaspiaggia)

### Trama
Davanti alla torretta di Jill un ricco uomo d'affari di nome Alex Benton, un po' avanti con l'età, muore apparentemente di infarto mentre sta facendo una nuotata. Per Jill qualcosa non torna e quindi inizia ad investigare. Inizialmente si sospetta che il figlio Derrick, che sta ereditando una fortuna, abbia ucciso il padre con un modo sofisticato. Una videocassetta, girata sulla spiaggia da una coppia in vacanza, svela il vero assassino.

## Un week-end movimentato
- Titolo originale: Rookie School
- Diretto da: Bruce Seth Green
- Scritto da: William Rabkin e Lee Goldberg
- Interpreti: David Hasselhoff (Mitch Buchannon), Parker Stevenson (Craig Pomeroy), Shawn Weatherly (Jill Riley), Billy Warlock (Eddie Kramer), Erika Eleniak (Shauni McClain), Peter Phelps (Trevor Cole), Holly Gagnier (Gina Pomeroy), Brandon Call (Hobie Buchannon), Monte Markham (Capitano Don Thorpe), Gregory Alan Williams (Garner Ellerbee), Christine Elise (Amy Laederach), William Fichtner (Howard Ganza), Cliff Potts (Coglin), Todd Bryant (Jeff Dalander), Peter Kent (Vincent), Ken Thorley (Lou), Judy Nazemetz (Phyllis), Earl Boen (impiegato), Jane Harnick (nuotatrice), Michael Newman (Michael Newman), Nigel Barber (guardaspiaggia), Tracee Cocco (guardaspiaggia)

### Trama
Dopo aver lasciato il lavoro al club, Trevor entra nel corso per diventare guardaspiaggia e si accorge che, Jeff Delander, un altro concorrente, fa uso di steroidi. Quindi Trevor ha il coraggio di riferirlo a Mitch, nonostante tra i due ci fosse stato degli screzi in passato. Eddie è impegnato a proteggere Amy, una giovane perseguitata, a suo dire, dal suo ex ragazzo Howard Ganza. Ganza è in realtà un spietato criminale e ora la vita di Eddie è in pericolo. Craig e Gina si prendono un fine settimana romantico, sognando di avere un figlio.

## Un amore violento
- Titolo originale: Cruise Ship
- Diretto da: Tommy Lee Wallace
- Scritto da: Jill Donner e William A. Schwartz
- Interpreti: David Hasselhoff (Mitch Buchannon), Parker Stevenson (Craig Pomeroy), Shawn Weatherly (Jill Riley), Billy Warlock (Eddie Kramer), Erika Eleniak (Shauni McClain), Peter Phelps (Trevor Cole), Holly Gagnier (Gina Pomeroy), Brandon Call (Hobie Buchannon), Monte Markham (Capitano Don Thorpe), Gregory Alan Williams (Garner Ellerbee), Steve Eckholdt (Andrew Garrison), Bryan Cranston (Tom Logan), Jandi Swanson (Jenny Drake), Gabriel Damon (Tod), David Edward Brooks (Huey), Nigel Barber (guardaspiaggia), Tracee Cocco (guardaspiaggia)

### Trama
Eddie inizia a provare qualcosa per Shauni, però lei si è fidanzata con Andrew Garrison, un rampollo di ricca famiglia. Tuttavia Eddie si accorge che Shauni viene picchiata da Andrew. Inizialmente Shauni giustifica Andrew, ma alla fine ha il coraggio di lasciarlo. Intanto Trevor, ormai parte a pieno titolo dei guardaspiaggia, porta in salvo una neosposa caduta in mare dallo yacht di Tom Logan, dove a bordo vengono organizzati festini a base di alcool. Trevor riferisce il fatto a Craig. Quest'ultimo, assieme a Mitch, devono tenere d'occhio la barca di Tom Logan. Hobie vuole troncare l'amicizia con Jenny, a costa di ferirla.

## L'assassino mascherato
- Titolo originale: The Cretin of the Shallows
- Diretto da: Vern Gillum
- Scritto da: William A. Schwartz e Ernie Wallengren
- Interpreti: David Hasselhoff (Mitch Buchannon), Parker Stevenson (Craig Pomeroy), Shawn Weatherly (Jill Riley), Billy Warlock (Eddie Kramer), Erika Eleniak (Shauni McClain), Peter Phelps (Trevor Cole), Holly Gagnier (Gina Pomeroy), Brandon Call (Hobie Buchannon), Monte Markham (Capitano Don Thorpe), Gregory Alan Williams (Garner Ellerbee), Wayne Tippit (Senatore Thomas Hastings), Robert Rebor (Garth Dickinson), Chris Gartin (Greg), Janice Lynde (Mary Porter), John Mahon (Arnold Anderson), Christopher Carroll (Victor Pioson), Betsy Randle (Candace), Patty Toy (giornalista), Noel Mitchell (guardia del corpo), David Wagner (ragazzo), Michael Newman (Michael Newman), Nigel Barber (guardaspiaggia), Tracee Cocco (guardaspiaggia), Quinn O'Hara (Brenda)

### Trama
Mentre sta perlustrando la spiaggia di notte, Eddie viene colpito al volto da un misterioso uomo mascherato. In coincidenza dell'apertura di un nuovo hotel a Santa Monica, vengono commessi una serie di omicidi e i testimoni riferiscono di aver visto un uomo mascherato. Craig inizia ad indagare e sembra che la catena di omicidi sia in un modo o nell'altro collegata al Senatore Hastings. Nel frattempo Gina si prende cura di Eddie, che viene portato dal dentista. Eddie, che viene pesantemente sedato durante l'intervento odontoiatrico, inizia a fantasticare un approccio amoroso con Gina.

## L'uragano
- Titolo originale: Shelter Me
- Diretto da: Scott Brazil
- Scritto da: Terry Erwin
- Interpreti: David Hasselhoff (Mitch Buchannon), Parker Stevenson (Craig Pomeroy), Shawn Weatherly (Jill Riley), Billy Warlock (Eddie Kramer), Erika Eleniak (Shauni McClain), Peter Phelps (Trevor Cole), Holly Gagnier (Gina Pomeroy), Brandon Call (Hobie Buchannon), Monte Markham (Capitano Don Thorpe), Gregory Alan Williams (Garner Ellerbee), Michael McManus (Sid Wilson), Neil Giuntoli (Frank), Sherman Howard (Dick), Jenny Lewis (Alex), Ray Girardin (Mr. Dietz), Kay E. Kuter (Henry), Larry Carroll (giornalista), Wendy Gordon (giornalista), Dominic Nardini (giornalista), Nigel Barber (guardaspiaggia)

### Trama
I telegiornali danno l'annuncio che un violento temporale sta per abbattersi sulle coste della California. Mentre Garner sta facendo le operazioni di protezione civile, viene ferito con un colpo di pistola da due evasi di galera, Dick e Frank, pericolosi assassini. Insieme ad alcuni senzatetto, due riescono a ripararsi dentro al quartier generale di Baywatch. Dick e Frank, sempre sospettosi, credono di essere stati riconosciuti, così tengono in ostaggio Mitch, Jill, Gina, Craig, Sid Wilson e un senzatetto. Nel frattempo il tetto della casa di Mitch è crollato, così Hobie e la sua amica Alex si adoperano per tappare le falle. Treovr e Thorpe si recano a un'audizione per un programma dedicato ai surfisti.

## Ritrovarsi
- Titolo originale: The Reunion
- Diretto da: Rob S. Bowman
- Scritto da: W. Reed Moran
- Interpreti: David Hasselhoff (Mitch Buchannon), Parker Stevenson (Craig Pomeroy), Shawn Weatherly (Jill Riley), Billy Warlock (Eddie Kramer), Erika Eleniak (Shauni McClain), Peter Phelps (Trevor Cole), Holly Gagnier (Gina Pomeroy), Brandon Call (Hobie Buchannon), Monte Markham (Capitano Don Thorpe), Gregory Alan Williams (Garner Ellerbee), Dana Sparks (Allison Gibson), Michael Horton (Tony), Tony Higgins (Corey Darrow), Alex Hyde-White (Paul), Lenny Citrano (Mary), Cie Allmann (ex compagna di classe),

### Trama
Durante una riunione tra vecchi compagni di scuola, Mitch ritrova una sua fiamma di gioventù, Allison Gibson, all'epoca contesa con Craig. Benché amici da una vita, Craig e Mitch tornano a litigare per questa vecchia storia. Eddie, desideroso di aver un'auto, riesce ad acquistarne una a un prezzo vantaggioso grazie ai buoni uffici di un collega, Corey. In realtà Corey è un guardaspiaggia corrotto e l'auto comprata risulta rubata.

## Il furgone blindato
- Titolo originale: Armored Car
- Diretto da: Michael Ray Rhodes
- Storia da: Michael Berk e Douglas Schwartz
- Sceneggiatura da: Lee Goldberg e William Rabkin
- Interpreti: David Hasselhoff (Mitch Buchannon), Parker Stevenson (Craig Pomeroy), Shawn Weatherly (Jill Riley), Billy Warlock (Eddie Kramer), Erika Eleniak (Shauni McClain), Peter Phelps (Trevor Cole), Holly Gagnier (Gina Pomeroy), Brandon Call (Hobie Buchannon), Monte Markham (Capitano Don Thorpe), Gregory Alan Williams (Garner Ellerbee), Clarence Felder (George Petroni), Jon Lindstrom (Chris Barron), Thomas Wagner (Glen Biddle), Diana Barton (madre), Candace Hutson (ragazzina), Gregory Barnett (Jim Barnett), Lance Warlock (uomo sulla spiaggia), Hoe Marie Carlton (Curran), Tracee Cocco (guardaspiaggia), Michael Newman (Michael Newman)

### Trama
Trevor convince Jill, che è un'ex professionista di pallavolo, ad iscriversi a un torneo di beach volley doppio misto. I due hanno motivazioni assai diverse per vincere, Trevor vuole guadagnare il ricco premio di diecimila dollari, Jill vuole sconfiggere il suo ex partner Chris Barron. Dopo aver vinto il torneo, presumibilmente Trevor torna in Australia. Eddie e Shauni si trovano bloccati all'interno di un camioncino blindato. Nel frattempo Eddie e Shauni hanno piccoli screzi sul weekend. Mentre si trovano al luna park vicino alla spiaggia, sono chiamati a salvare una bambina intrappolata dentro un furgone che sta cadendo in mare da un pontile. La piccola viene portata fuori, però i due finiscono intrappolati a loro volta e il furgone finisce in mare. Mentre stanno arrivando i soccorsi, i due si accorgono di amarsi.

## Agguato sul fondo
- Titolo originale: Home Cort
- Diretto da: Paul Schneider
- Scritto da: Terry Erwin e William A. Schwartz
- Interpreti: David Hasselhoff (Mitch Buchannon), Parker Stevenson (Craig Pomeroy), Shawn Weatherly (Jill Riley), Billy Warlock (Eddie Kramer), Erika Eleniak (Shauni McClain), Peter Phelps (Trevor Cole), Holly Gagnier (Gina Pomeroy), Brandon Call (Hobie Buchannon), Monte Markham (Capitano Don Thorpe), Gregory Alan Williams (Garner Ellerbee), John Allen Nelson (John D. Cort), Grant Heslov (Buddy T. Semple), Bruce Fairbairn (Sam), J.C. MacKenzie (Marty), Lycia Naff (Wanda), S.A. Griffin (Grant), Colleen Coffey (Melinda), Drew Snyder (Jack Burton), Mickey Jones (Red), Michael Sharrett (Ben), Tracee Cocco (guardaspiaggia)

### Trama
John D. Cort, uomo carismatico, arrogante e giramondo che in passato ha servito per la Marina degli Stati Uniti, ritorna a Baywatch dove ritrova i suoi amici Mitch e Craig. Cort viene reclutato per alcuni giorni come guardaspiaggia. In realtà Cort è tornato per trafficare illegalmente degli esplosivi, le cui casse sono immerse in mare, assieme a Jack Burton, un ex compagno della Marina. Per farsi aiutare chiama Sam, un ex guardaspiaggia che ora è titolare di un negozio di attrezzature nautiche, per recuperare la merce. Sam muore nella deflagrazione, così Cort si sente in colpa e chiede aiuto a Mitch, Craig e Garner. Sulla spiaggia di Baywatch c'è solo Buddy Sample che vende panini, ma la qualità è bassa e i prezzi sono alti. Vista la situazione, Jill e Shauni decidono di fare concorrenza a Sample.

## Una vacanza in Messico
- Titolo originale: We Need a Vacation
- Diretto da: Gus Trikonis
- Scritto da: Lee Goldberg e William Rabkin
- Interpreti: David Hasselhoff (Mitch Buchannon), Parker Stevenson (Craig Pomeroy), Shawn Weatherly (Jill Riley), Billy Warlock (Eddie Kramer), Erika Eleniak (Shauni McClain), Peter Phelps (Trevor Cole), Holly Gagnier (Gina Pomeroy), Brandon Call (Hobie Buchannon), Monte Markham (Capitano Don Thorpe), Gregory Alan Williams (Garner Ellerbee), John Allen Nelson (John D. Cort), Roxann Dawson (Ines), John Quade (Kyle Rigler), Aaron Lohr (Tod), Jorge Cervera (Juan), Tony Genaro (Miguel), Joe Casino (abitante del villaggio)

### Trama
Craig, Cort e Eddie si prendono alcuni giorni di vacanza e decidono di recarsi nella Baja California in Messico. I tre si trovano nei guai quando si fermano nel piccolo villaggio di Miraflores dove imperversa la banda di un certo Kyle Rigler. I tre aiutano i locali a liberarsi dalle angherie dei criminali. Intanto a Baywatch Mitch riceve la visita di Thorpe, il quale sta per divorziare dalla moglie. Hobie ha un'infatuazione per Shauni.

## Acque pericolose
- Titolo originale: Muddy Waters
- Diretto da: Paul Schneider
- Scritto da: William A. Schwartz e Terry Erwin
- Interpreti: David Hasselhoff (Mitch Buchannon), Parker Stevenson (Craig Pomeroy), Shawn Weatherly (Jill Riley), Billy Warlock (Eddie Kramer), Erika Eleniak (Shauni McClain), Peter Phelps (Trevor Cole), Holly Gagnier (Gina Pomeroy), Brandon Call (Hobie Buchannon), Monte Markham (Capitano Don Thorpe), Gregory Alan Williams (Garner Ellerbee), John Allen Nelson (John D. Cort), Kenneth Tigar (Mr. Hollis), Sherilyn Wolter (Ms. Keller), Ricky Paull Goldin (Tad), Terri Ivens (Sarah), Betsy Lynn George (ragazzina), Robert Koch (addetto alla manutenzione), Gail Tackray (ragazza di Cort)

### Trama
Dopo aver messo in pericolo una donna, Mitch assegna a Cort, assieme a Eddie, l'incarico di insegnare a un gruppo di ragazzini il lavoro di guardaspiaggia in un acquapark. Qualcuno sta vandalizzando la struttura con il rischio di provocare un grave incidente, così Cort e Eddie vanno alla ricerca del colpevole. Thorpe è furioso con Shauni perché questa ha posato per un calendario da camionisti, così ledendo la dignità del lavoro dei guardaspiaggia. Hobie ha litigato con un compagno di classe perché veniva deriso sul lavoro del padre, così Mitch viene convocato dall'insegnante, la bella Amanda Keller.

## Gli occhi del serpente
- Titolo originale: Snake Eyes
- Diretto da: Gus Trikonis
- Scritto da: Kate Boutilier
- Interpreti: David Hasselhoff (Mitch Buchannon), Parker Stevenson (Craig Pomeroy), Shawn Weatherly (Jill Riley), Billy Warlock (Eddie Kramer), Erika Eleniak (Shauni McClain), Peter Phelps (Trevor Cole), Holly Gagnier (Gina Pomeroy), Brandon Call (Hobie Buchannon), Monte Markham (Capitano Don Thorpe), Gregory Alan Williams (Garner Ellerbee), John Allen Nelson (John D. Cort), Sherilyn Wolter (Amanda), Harris Laskawy (Laurence Danvier), Robert Jackson Williams (Jeremy), Brian Haley (Danny), Tilghman Branner (Ruby), A.J. Stephans (Steve), Lou DiMaggio (Jay), Jim Fleshood (cruopier), Dawnn Alane (cameriera)

### Trama
Dopo aver fatto visita a un casinò illegale che si trova al largo della costa, Eddie si trova attratto dai giochi d'azzardo trovandosi poi indebitato di tremila dollari con Laurence Danvier, proprietario della bisca nonché strozzino e uomo senza scrupoli. Intanto Mitch inizia ad avere una relazione con Amanda Keller, l'insegnante di Hobie. Hobie pensa di trarne vantaggio della situazione, truccando il suo rendimento scolastico.

## La leggenda della luna nera
- Titolo originale: Eclipse
- Diretto da: Paul Schneider
- Scritto da: Claire Whitaker
- Interpreti: David Hasselhoff (Mitch Buchannon), Parker Stevenson (Craig Pomeroy), Shawn Weatherly (Jill Riley), Billy Warlock (Eddie Kramer), Erika Eleniak (Shauni McClain), Peter Phelps (Trevor Cole), Holly Gagnier (Gina Pomeroy), Brandon Call (Hobie Buchannon), Monte Markham (Capitano Don Thorpe), Gregory Alan Williams (Garner Ellerbee), John Allen Nelson (John D. Cort), Hayley Carr (Katie), Lance Wilson-White (Kirby), Robert Jackson Williams (Tackler), Ismael Carlo (Escudero), Hili Park (ragazza), Douglas Bryant Johnson (ragazzo), Wayne Fedeman (Wayne), Stu Nahan (giornalista televisivo), Joyce Brothers (Dottoressa White)

### Trama
Quando Kirby, una giovane recluta, dice di aver visto una ragazza correre sulla spiaggia in camicia da notte bianca, viene ridicolizzato da Eddie. Successivamente Kirby viene trovato morto affogato. Eddie ha la stessa visione rivivendo il ricordo dell'annegamento della sorella. Per aiutare la sua nuova amica Kathy, Hobie porta casa sia la sua amica che il cane Rocky, senza che Mitch ne sappia nulla.

## Caccia allo squalo
- Titolo originale: Shark Derby
- Diretto da: Gregory J. Bonann
- Scritto da: Kate Boutilier e Terry Erwin
- Interpreti: David Hasselhoff (Mitch Buchannon), Parker Stevenson (Craig Pomeroy), Shawn Weatherly (Jill Riley), Billy Warlock (Eddie Kramer), Erika Eleniak (Shauni McClain), Peter Phelps (Trevor Cole), Holly Gagnier (Gina Pomeroy), Brandon Call (Hobie Buchannon), Monte Markham (Capitano Don Thorpe), Gregory Alan Williams (Garner Ellerbee), John Allen Nelson (John D. Cort), Sherilyn Wolter (Amanda), Peter Brown (Bucky), Reed Rudy (Matt), Michael Stoyanov (Roy), Jeanine Jackson (Dr. Potter), Wendy Gordon (giornalista), Michele Harrell (giornalista), DeAnna Weippert (bagnante), Tracee Cocco (guardaspiaggai), Paula Vasquez (ragazza sulla spiaggia)

### Trama
Nella baia, appena poco distante dalla spiaggia, vengono notati molti squali. Mitch è molto preoccupato quando viene a sapere che Bucky, un ristoratore della zona ha organizzato la caccia agli squali, detta lo "Shark Derby", nella quale viene messo in palio ben venticinquemila dollari a chi avrà preso lo squalo più grosso. Tuttavia questo evento mette a rischio la vita dei guardaspiaggia, infatti Jill viene attaccata da uno squalo mentre sta salvando un ragazzino. Portata da Mitch in ospedale, Jill muore per un'embolia. Dopo la tragedia Mitch vuole capire perché un numero così enorme di squali si trovava sulla costa di Baywatch.

## La grande corsa
- Titolo originale: The Big Race
- Diretto da: Kevin Inch
- Scritto da: Rolf Wallengren
- Interpreti: David Hasselhoff (Mitch Buchannon), Parker Stevenson (Craig Pomeroy), Shawn Weatherly (Jill Riley), Billy Warlock (Eddie Kramer), Erika Eleniak (Shauni McClain), Peter Phelps (Trevor Cole), Holly Gagnier (Gina Pomeroy), Brandon Call (Hobie Buchannon), Monte Markham (Capitano Don Thorpe), Gregory Alan Williams (Garner Ellerbee), John Allen Nelson (John D. Cort), Hannah Cox (Gwen), Micah Grant (Stoker), Rodney Eastman (ragazzino), Beau Billingslea (Dr. Olsen), Lloyd Alan (meccanico), Janet Borrus (donna), Jillian Longnecker (bambina), Michael Newman (Michael Newman), Mitchell Flyer (guardapiaggia)

### Trama
Cort, fingendosi un uomo ricco, promette di dare diecimila dollari a una casa di cura. In realtà Cort è a corto di soldi, e per trovarli, vuole partecipare a una corsa di sci acquatico e si fa aiutare da Craig e Mitch. Shauni è ancora scioccata per la morte di Jill e non vuole mettere i piedi in mare. Le parole confortanti di Garner le fanno superare il trauma.

## Vecchi amici
- Titolo originale: Old Friends
- Diretto da: Douglas Schwartz
- Scritto da: William A. Schwartz
- Interpreti: David Hasselhoff (Mitch Buchannon), Parker Stevenson (Craig Pomeroy), Shawn Weatherly (Jill Riley), Billy Warlock (Eddie Kramer), Erika Eleniak (Shauni McClain), Peter Phelps (Trevor Cole), Holly Gagnier (Gina Pomeroy), Brandon Call (Hobie Buchannon), Monte Markham (Capitano Don Thorpe), Gregory Alan Williams (Garner Ellerbee), John Allen Nelson (John D. Cort), Susan Diol (Kate Jarvis), Jeff Lester (Lance Jarvis), Hope Marie Carlston (donna sulla barca), Marissa Ribisi (Paula), Trey Parker (Paul), Michael Newman (Michael Newman)

### Trama
Craig, Mitch e Garner si prendono un weekend di vacanza sulle montagne di Santa Monica. Mitch e Craig vogliono volare con il deltaplano, Garner ha paura e rimane a terra. Una volta spiccato il volo, Mitch ha un incidente. Craig e Garner sono in ansia perché l'elicottero di soccorso tarda a venire e Mitch rischia di morire. Mentre è in barca, Cort riconosce Lance Jarvis, un suo vecchio amico morto un anno prima. Dopo aver ritrovato la moglie di questi, Cort ritrova Lance. Lance spiega che si è finto morto perché vuole il premio assicurativo di un milione di dollari.

## Terremoto
- Titolo originale: The End?
- Diretto da: Reza Badiyi
- Scritto da: Lee Goldberg e William Rabkin
- Interpreti: David Hasselhoff (Mitch Buchannon), Parker Stevenson (Craig Pomeroy), Shawn Weatherly (Jill Riley), Billy Warlock (Eddie Kramer), Erika Eleniak (Shauni McClain), Peter Phelps (Trevor Cole), Holly Gagnier (Gina Pomeroy), Brandon Call (Hobie Buchannon), Monte Markham (Capitano Don Thorpe), Gregory Alan Williams (Garner Ellerbee), John Allen Nelson (John D. Cort), Tracy Karen Shaffer (Valerie), Michael Lippmann (bambino), Michael Masters (Mel), Mitchell Flyer (operatore radio)

### Trama
Craig e Cort decidono di fare un'immersione subacquea al largo di Catalina. Un terremoto scuote la California meridionale, provocando gravi danni alle infrastrutture. Gina cade dal lucernaio di casa e si ferisce gravemente, viene poi salvata da Hobie. Dopo l'evento catastrofico Mitch e Thorpe si trovano a dirigere le misure di salvataggio in spiaggia. Dopo che Craig e Cort non hanno dato più notizie, Mitch e Garner si mettono alla ricerca dei due. Craig e Cort sono intrappolati in una cava sottomarina nella quale viene sprigionato solfuro di idrogeno, un gas velenoso. Craig e Cort sono quasi rassegnati a morire, però Mitch vuole far di tutto per salvarli.